# クロスモール新発寒

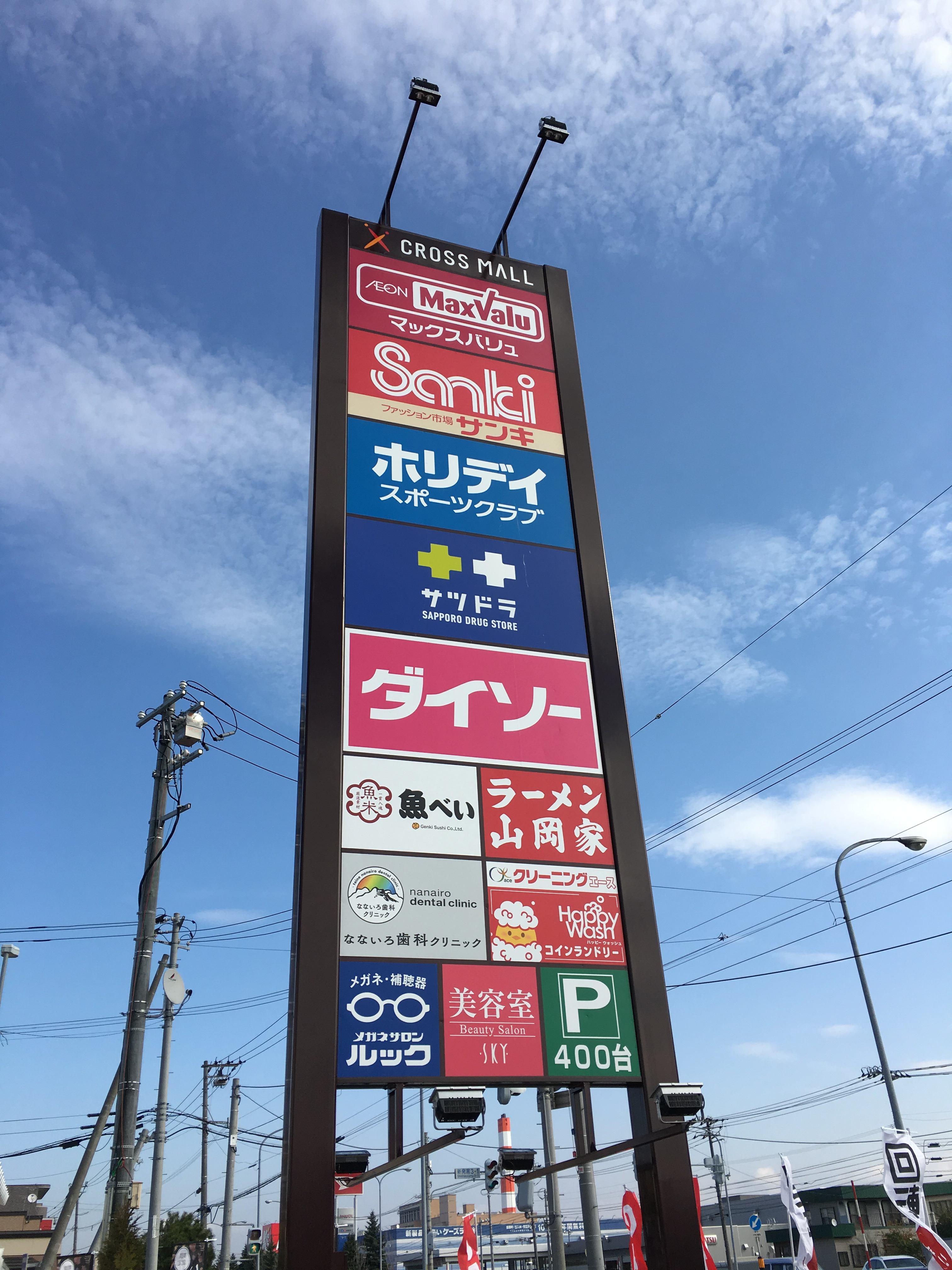
ポールサイン（2017年10月）

クロスモール新発寒（クロスモールしんはっさむ）は、北海道札幌市手稲区新発寒にあるショッピングセンターである。

## 沿革
旧榎田牧場跡地（約13,000坪）を利用した住宅開発「プラチナタウン新発寒」に合わせ、約7,800坪の敷地に開発された。
- 2017年（平成29年）10月27日 - マックスバリュ新発寒店、ファッション市場サンキ新発寒店等が先行開業[1]。
- 2018年（平成30年）春 - クロスモール新発寒グランドオープン[1]。

## 主なテナント
- マックスバリュ新発寒店 - 店舗面積：2,160m2[3]
- ファッション市場サンキ新はっさむ店 - 店舗面積：1,709m2[3]
- サツドラクロスモール新発寒店 - 店舗面積：872m2[3]
- ダイソークロスモール新発寒店 - 店舗面積：696m2[3]
- メガネサロンルッククロスモール新発寒店 - 店舗面積：99m2[3]
- ホリデイスポーツクラブ札幌新発寒 - 延床面積：1,869m2[3]
- 山岡家新発寒店 - 延床面積：118m2[3]
- 魚べいクロスモール新発寒店 - 延床面積：370m2[3]
- 美容室ル・パッシー - 延床面積：不明

## 周辺
- 北海道道128号札幌北広島環状線（追分通・札幌圏連携道路）
- パワーセンターコムス[2] - 同区新発寒4条1丁目（300m北側）に所在する、ホクレン商事が設置するショッピングセンター
- 北発寒公園
- 札幌市立新発寒小学校

## 交通機関

### 鉄道
- 北海道旅客鉄道（JR北海道）函館本線発寒駅から徒歩12分。

### 自家用車
- 札樽自動車道札幌西インターチェンジから7分。